# Rik Emmett
Richard Gordon Emmett (Toronto, Ontario, Canadá, 10 de julio de 1953) es un vocalista y guitarrista canadiense, miembro fundador de la banda Triumph. Emmett dejó dicha agrupación en 1988 para dedicarse a su carrera en solitario. Su primer disco, Absolutely, fue lanzado en 1990, convirtiéndose en un gran éxito en Canadá gracias a canciones como "When A Heart Breaks" y "Saved By Love".
En 2007, Rik Emmett se unió a Gil Moore y Mike Levine, antiguos compañeros en Triumph, para su introducción al Salón de la Fama del Rock de Canadá.

## Discografía
- 1990 Absolutely
- 1992 Ipso Facto
- 1995 The Spiral Notebook
- 1997 Ten Invitations from the Mistress of Mr. E.
- 1997 Swing Shift
- 1999 Raw Quartet
- 1999 The Spirit of Christmas
- 2000 Rik Emmett Live at Berklee
- 2002 Peace on Earth
- 2002 The Best of Rik Emmett (compilado)
- 2002 Handiwork
- 2003 Good Faith
- 2006 Strung-Out Troubadours (con Dave Dunlop)